# Головень, Владимир Анатольевич
Владимир Анатольевич Головень (род. 1 сентября 1985) — украинский самбист и дзюдоист, чемпион мира по самбо 2005 года среди юниоров, бронзовый призёр первенства Украины по дзюдо среди молодёжи 2007 года, бронзовый призёр розыгрыша Кубка мира по самбо 2008 года, бронзовый призёр чемпионата мира по самбо 2008 года, мастер спорта Украины международного класса. По самбо выступал в первой средней весовой категории (до 82 кг). Наставниками спортсмена были Александр Стец, Анатолий Кантур и Азиз Ибрагимов. Занимался футболом и греко-римской борьбой, затем переключился на самбо и дзюдо. Проживал в городе Кривой Рог.